# كورستين
كورستين (بالإنجليزية: Korosten)‏ هي تتبع زيتومير أوبلاست . بلغ عدد سكانها 65072 نسمة في 1 سبتمبر 2015 . تبلغ مساحتها 33.851 كيلومتر مربع . ورمزها البريدي هو 11500–11519 .

## مدن توأم
المدن التوأم:
- أنيني نوي
- مازير
- نويابرسك
- Kłobuck [الإنجليزية]‏
- سفيتلوفودسك
- Kraśnik [الإنجليزية]‏
- Charvieu-Chavagneux [الإنجليزية]‏
- سلوفيانسك.

## أعلام
- إيغور بن روريك
- كريستينا ويلر